# Ames Tavern
La Ames Tavern era una taverna situata a Dedham, Massachusetts. Fondata originariamente nel 1649 con il nome di Fisher's Tavern da Joshua Fisher, passò infine nelle mani di Nathaniel Ames a seguito di una complessa causa giudiziaria basata sulle leggi ereditarie coloniali. In seguito, diventò proprietà di Richard Woodward, che la ribattezzò Woodward Tavern, nello stesso periodo in cui i ribelli coloniali si riunivano nei locali per stilare le Risoluzioni di Suffolk.

## Storia

### Il periodo di Fisher's Tavern (1649-1730)
La Fisher's Tavern, situata a Dedham, Massachusetts, fu fondata nel 1649 da Joshua Fisher. La taverna era un luogo importante per la comunità di Dedham, offrendo un luogo per socializzare, mangiare e bere. Joshua Fisher era un uomo d'affari e un politico di successo. Era uno dei primi coloni di Dedham e servì come rappresentante della città alla Corte Generale del Massachusetts. Fisher era anche un proprietario terriero e possedeva un mulino e una segheria. La Fisher's Tavern era una struttura a due piani in legno. La taverna aveva un grande camino al centro della stanza principale, dove gli ospiti si riunivano per cucinare, mangiare e raccontarsi storie. La taverna offriva anche alloggio ai viaggiatori.
Joshua Fisher morì nel 1730. La taverna passò poi ai suoi figli, che la gestirono per alcuni anni. Nel 1750, la taverna fu venduta a Nathaniel Ames, che la ribattezzò Ames Tavern. La taverna divenne un luogo ancora più importante per la comunità di Dedham durante questo periodo, assumendo un ruolo significativo nella storia americana.

### Il periodo Ames Tavern (1730-1775)
Nathaniel Ames era un almanacco e un editore di successo. Pubblicò l'almanacco "Ames's Astronomical Diary" per oltre 40 anni, diventando una figura molto conosciuta nella colonia del Massachusetts. Ames era anche un patriota convinto e la sua taverna divenne presto un punto di incontro per i patrioti locali. Tra i frequentatori abituali della Ames Tavern durante questo periodo c'erano John Hancock, Samuel Adams e Paul Revere. La taverna era un luogo dove i patrioti si riunivano per discutere le azioni britanniche nella colonia e per pianificare la resistenza. Nel 1774 la taverna ospitò la Convenzione della Contea di Suffolk, dove i delegati discussero le azioni britanniche nella colonia e adottarono le Risoluzioni di Suffolk. Queste risoluzioni, che denunciavano gli atti britannici come incostituzionali, furono un passo importante verso la Rivoluzione Americana.
Nathaniel Ames morì nel 1764. La taverna passò poi a sua moglie Deborah, che la gestì per alcuni anni. Nel 1775, la taverna fu venduta a Richard Woodward, che la ribattezzò Woodward Tavern.

### Il periodo Woodward Tavern (1775-1875)
La taverna continuò ad essere un luogo importante per la comunità di Dedham durante questo periodo, anche se non ricoprì lo stesso ruolo di rilievo nella storia americana come durante il periodo Ames Tavern. Richard Woodward era un uomo d'affari e un proprietario terriero locale. Non era un patriota come Nathaniel Ames, e la taverna sotto la sua gestione non era più un punto di incontro per i patrioti.
Richard Woodward morì nel 1840. La taverna passò poi ai suoi figli, che la gestirono per alcuni anni. Nel 1875, la taverna fu venduta e trasformata in una casa privata.